# Убедь
У́бедь (укр. Убідь) — река на Украине, протекает по территории Черниговской области, правый приток Десны. Длина реки — 97 км. Площадь водосборного бассейна — 1310 км².

## География
Исток реки Убедь находится в болотах около местечка Орловки. В верхней части до деревни Сядрино она течёт с востока на запад, далее направление изменяется на юго-восточное, а позже — на юго-западное. Протекает по территории Новгород-Северского и Корюковского районов. На берегах Убеди находятся сёла: Гутыще, Киреевка, Кудровка, Ляшковцы, Масалаевка, Прогоны.
В Убедь впадают притоки: Богачка, Майдан (Волынка), Бернацкая, Булдиж, Кистер, Кобилка, Люта, Сядринка, Хребетна.
Наиболее важными являются Кистер и Богачка (Вербка). Берега Кистера покрыты лесом: в прежние времена строительный материал из этого леса сплавляли по Убеди и далее по Десне до Днепра на юг Украины. Слово «кистер» означало каждые 60 саженей сложенных дров.
На берегах Вербки стоят сёла Верба и Осьмаки, славящиеся гончарными изделиями. Вербка впадает в Убедь ниже хутора Ляшковцы. Весной и во время дождей она приносит мутно-белую воду, отличающуюся от убедской. Название правого притока Убеди, речки Хребетной происходит от возвышенности, рядом с которой она протекает: это ледниковая морена. С правой стороны в Убедь впадают ещё ручей Прудка и речка Волынка (названа так переселенцами из Волыни). Речка Волынка ниже села Лавы называется уже Прорезь. В урочище Чернече, имеются залежи торфа, уже частично использованные.
После города Сосницы Убедь поворачивает к югу, затем разветвляется на три рукава: Убедь, Беленькое и Вьюнку. Все они впадают в Десну. Но каждое колено из этих рукавов имеет своё название: Британовка, Могилки, Коноплянка, Чепелиха, Прыж и др. Тут много глубоких мест — ям, например: Бездна, Сахарна и пр. Убедь река рыбная. В ней водятся сомы, лещи, щуки, окуни, густера, краснопёрки, язи и др.

## Основные гидрологические данные
Минимальная глубина реки — около полуметра, максимальная — до трёх метров. Ширина — от 2 до 10 метров. Берега реки заболочены, покрыты кустарниками и лозой, дно илистое, местами песчаное. Река протекает по открытой равнине с незначительными изгибами. Течение реки спокойное, ямы, мели, острова и пороги отсутствуют. Половодье с начала апреля до начала мая, подъём воды в это время составляет, в основном, не более двух метров, однако возле Сосницы может быть больше.